# Natriummetatitanaat
Natriummetatitanaat (Na2Ti3O7) is het metatitanaat van natrium. De stof komt voor als een licht-irriterend wit poeder, dat onoplosbaar is in water.